# Ephesia fulminea
Ephesia fulminea là một loài bướm đêm trong họ Noctuidae.